# Apoxypteron grandiscapus
Apoxypteron grandiscapus är en stekelart som beskrevs av John S. Noyes och Valentine 1989. Apoxypteron grandiscapus ingår i släktet Apoxypteron och familjen dvärgsteklar. Inga underarter finns listade i Catalogue of Life.